# Campeonato Mundial de Atletismo de 2011 - 5000 m masculino
A prova dos 5000 metros masculino do Campeonato Mundial de Atletismo de 2011 foi disputada entre 1 e 4 de setembro no Daegu Stadium, em Daegu

## Recordes
Antes desta competição, os recordes mundiais e do campeonato nesta prova eram os seguintes:
| Tipo                  | Atleta          | Tempo    | Local       | Data                 | Ref |
| --------------------- | --------------- | -------- | ----------- | -------------------- | --- |
|                       | Kenenisa Bekele | 12:37:35 | Hengelo     | 31 de maio de 2004   | ver |
| Recorde do campeonato | Eliud Kipchoge  | 12:52:79 | Saint-Denis | 31 de agosto de 2003 | ver |

## Medalhistas
| Ouro           | Prata               | Bronze                  |
| Mo Farah (GBR) | Bernard Lagat (USA) | Dejen Gebremeskel (ETH) |

## Cronograma
| Data          | Hora  | Evento  |
| ------------- | ----- | ------- |
| 1 de setembro | 10:05 | Bateria |
| 4 de setembro | 19:40 | Final   |

Todos os horários são horas locais (UTC +9)

## Resultados

### Bateria
Qualificação: Os 5 de cada bateria (Q) e os 5 mais rápidos (q) avançam para a final.

#### Bateria 1
| Classificação | Atleta                    | Nacionalidade  | Resultado | Nota |
| ------------- | ------------------------- | -------------- | --------- | ---- |
| 1             | Bernard Lagat             | Estados Unidos | 13:33,90  | Q    |
| 2             | Thomas Pkemei Longosiwa   | Quênia         | 13:34,46  | Q    |
| 3             | Dejen Gebremeskel         | Etiópia        | 13:34,48  | Q    |
| 4             | Isiah Kiplangat Koech     | Quênia         | 13:34,54  | Q    |
| 5             | Galen Rupp                | Estados Unidos | 13:34,91  | Q    |
| 6             | Hussain Jamaan Alhamdah   | Arábia Saudita | 13:35,47  | q    |
| 7             | Bilisuma Shugi            | Bahrein        | 13:35.86  | q    |
| 8             | Deniele Meucci            | Itália         | 13:39,90  | q    |
| 9             | Javier Carriqueo          | Argentina      | 13:47,51  |      |
| 10            | Collis Birmingham         | Austrália      | 13:47,88  |      |
| 11            | Mumin Gala                | Djibuti        | 13:48,19  |      |
| 12            | Rui Silva                 | Portugal       | 13:50,16  |      |
| 13            | Craig Mottram             | Austrália      | 13:56,60  |      |
| 14            | Moses Kibet               | Uganda         | 14:05,15  |      |
| 15            | Goitom Kifle              | Eritreia       | 14:06,42  |      |
| 16            | Abdishakur Nageye Abdulle | Somália        | 15:13,48  | PB   |
|               | Mounir Miout              | Argélia        | DNF       |      |
|               | Francisco Javier Alves    | Espanha        | DNF       |      |
|               | Kenenisa Bekele           | Etiópia        | DNF       |      |
|               | Adrian Blincoe            | Nova Zelândia  | DNF       |      |

#### Bateria 2
| Classificação | Atleta                    | Nacionalidade  | Resultado | Nota |
| ------------- | ------------------------- | -------------- | --------- | ---- |
| 1             | Imane Merga               | Etiópia        | 13:37,96  | Q    |
| 2             | Mo Farah                  | Grã-Bretanha   | 13:38,03  | Q    |
| 3             | Abera Kuma                | Etiópia        | 13:38,41  | Q    |
| 4             | Eliud Kipchoge            | Quênia         | 13:39,02  | Q    |
| 5             | Alistair Ian Cragg        | Irlanda        | 13:39,36  | Q    |
| 6             | Amanuel Mesel             | Eritreia       | 13:39,97  | q    |
| 7             | Jesús España              | Espanha        | 13:40:38  | q    |
| 8             | Abraham Kiplimo           | Uganda         | 13:44,09  |      |
| 9             | Andrew Bumbalough         | Estados Unidos | 13:44,38  |      |
| 10            | Elroy Gelant              | África do Sul  | 13:48,33  |      |
| 11            | Ben St.Lawrence           | Austrália      | 13:51:64  |      |
| 12            | Jake Robertson            | Nova Zelândia  | 13:53,57  | q    |
| 13            | Geofrey Kusuro            | Uganda         | 13:54:58  |      |
| 14            | Dejene Regassa            | Bahrein        | 13:56,83  |      |
| 15            | Sylvain Rukundo           | Ruanda         | 13:58,92  |      |
| 16            | Rabah Aboud               | Argélia        | 14:00,34  |      |
| 17            | Gérard Gahungu            | Burundi        | 14:09,15  | PB   |
| 18            | Kazuya Watanabe           | Japão          | 14;20,62  |      |
| 19            | Seung-Ho Baek             | Coreia do Sul  | 15:01,37  |      |
| 20            | Christian Ngningba        | Gabão          | DNF       |      |
|               | Abdullah Abdulaziz Aljoud | Arábia Saudita | DNF       |      |

### Final
A final teve inicio ás 19:40 
| Colocação         | Nome                    | Nacionalidade  | Tempo    | Notas |
| ----------------- | ----------------------- | -------------- | -------- | ----- |
| Medalha de ouro   | Mo Farah                | Grã-Bretanha   | 13:23.36 |       |
| Medalha de prata  | Bernard Lagat           | Estados Unidos | 13:23.64 |       |
| Medalha de bronze | Dejen Gebremeskel       | Etiópia        | 13:23.92 |       |
| 4                 | Isaiah Kiplangat Koech  | Quênia         | 13:24.95 |       |
| 5                 | Abera Kuma              | Etiópia        | 13:25.50 |       |
| 6                 | Thomas Longosiwa        | Quênia         | 13:26.73 |       |
| 7                 | Eliud Kipchoge          | Quênia         | 13:27.27 |       |
| 8                 | Bilisuma Shugi          | Bahrein        | 13:27.67 |       |
| 9                 | Galen Rupp              | Estados Unidos | 13:28.64 |       |
| 10                | Daniele Meucci          | Itália         | 13:29.11 |       |
| 11                | Amanuel Mesel           | Eritreia       | 13:33.99 |       |
| 12                | Jesús España            | Espanha        | 13:33.99 |       |
| 13                | Hussain Jamaan Alhamdah | Arábia Saudita | 13:34.83 |       |
| 14                | Alistair Cragg          | Irlanda        | 13:45.33 |       |
| 15                | Jake Robertson          | Nova Zelândia  | 14:03.09 |       |
| 99 !              | Imane Merga             | Etiópia        | 13:23.78 | DQ    |

- Imane Merga da Etiópia foi concedido a medalha de bronze originalmente, bebeu Mais tarde, e  foi desclassificado por ter pisado no meio-fio da pista de corrida. Seu companheiro de equipe Dejen Gebremeskel foi elevada à medalha de bronze, como resultado.[3]

Legenda
| Recorde mundial       | Recorde mundial (World record)               |                       | Recorde africano                      | Recorde africano (African) |                                           | Q | Classificado por posição (Qualified) |
| Recorde do campeonato | Recorde do campeonato (Championship record)  | Recorde da América    | Recorde da América (Americas)         | q                          | Classificado por melhor tempo (Qualified) |   |                                      |
| Melhor marca do ano   | Melhor marca do ano (World leading)          | Recorde asiático      | Recorde asiático (Asian)              | DNS                        | Não largou (Did not start)                |   |                                      |
| Recorde nacional      | Recorde nacional (National record)           | Recorde europeu       | Recorde europeu (European)            | DNF                        | Não terminou (Did not finish)             |   |                                      |
| Recorde pessoal       | Recorde pessoal do atleta (Personal best)    | Recorde da Oceania    | Recorde da Oceania (Oceania)          | DSQ / DQ                   | Desclassificado (Disqualified)            |   |                                      |
| Recorde da temporada  | Recorde da temporada do atleta (Season best) | Recorde sul-americano | Recorde sul-americano (South America) | NM                         | Sem marca (No mark)                       |   |                                      |